# Fussingen
Fussingen is een plaats in de Duitse gemeente Waldbrunn (Westerwald), deelstaat Hessen, en telt 809 inwoners (2006).

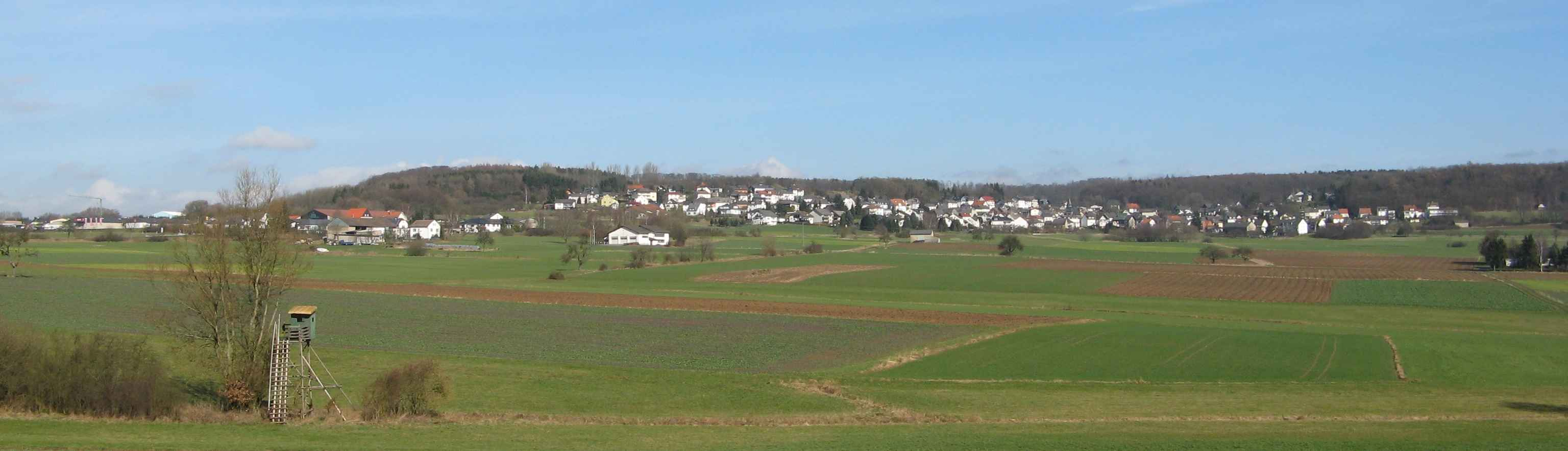
Dorp